# گمینا میوکی
گمینا میوکی (به لهستانی:  Gmina Miłki) یک گمینا در لهستان است که در شهرستان گیژتسکو واقع شده‌است. گمینا میوکی ۱۶۹٫۴۳ کیلومتر مربع مساحت و ۳٬۸۶۱ نفر جمعیت دارد.